# Schurken in Power Rangers: Wild Force
De fictieve schurken uit Power Rangers: Wild Force waren wezens genaamd Orgs, monsters geboren uit de vervuiling van de Aarde. De naam Org was rechtstreeks overgenomen uit de Super Sentai serie Hyakujuu Sentai Gaoranger.

## Master Org
Master Org is de naam van twee wezens uit Power Rangers: Wild Force. De eerste was de originele Master Org, die 3000 jaar geleden de Orgs leidde in hun strijd tegen de krijgers van het Animarium. Hij werd vernietigd door Merrick Baliton toen die het masker van Zen-Aku gebruikte.
20 jaar voor aanvang van Power Rangers: Wild Force werkte de wetenschapper Dr. Viktor Adler samen met Richard en Elizabeth Evans aan de theorie over het bestaan van het Animarium. Hij was verliefd op Elizabeth en was dan ook geschokt om te ontdekken dat Richard haar al ten huwelijk had gevraagd. Toen het drietal samen met Richard en Elizabeth’s zoon Cole naar de Amazone ging om het Animarium te zoeken kwamen ze de restanten van de oude Master Org tegen. Viktor zag dit als een kans op wraak.
Door de restanten op te eten kreeg hij de krachten van Master Org. Hij vermoordde Richard en Elizabeth, maar kon hun baby, Cole, niet vinden. Toen de Orgs begonnen terug te keren deed Viktor zich voor als de nieuwe Master Org. Hij droeg een kostuum met een vals derde oog en valse hoorn zodat niemand kon merken dat hij geen echte Org was. Hij werd vergezeld door Jindrax en Toxica, die later zijn geheim ontdekten.
Na te ontdekken dat de Rode Wild Force Ranger de zoon van Richard en Elizabeth is, maakte Master Org bekend wie hij werkelijk was. Hij werd door Cole verslagen en verloor zijn krachten. Cole spaarde zijn leven, maar dat maakte niet veel uit want niet lang na het gevecht werd hij alsnog gedood door de Org Generaal Mandilok.
Echter, uit Dr. Adler’s dode lichaam werd de echte Master Org herboren. Hij stuurde de hertog org Onikage om zijn terugkeer voor te bereiden. Hij vernietigde Mandilok en ontvoerde Prinses Shayla omdat hij haar nodig had voor een ritueel waarbij hij een Org Hart kon maken. Hij verslond dit hart, wat zijn menselijke lichaam tot stof deed vergaan.
Zijn lichaam regenereerde echter tot dat van een echte Org. Hij viel het Animarium aan en vernietigde Animus. Hij werd even verslagen door de Kongazord, maar het hart herstelde hem weer. Uiteindelijk vernietigde hij elke Wild Zord en viel Turtle Cove aan. Hij werd uiteindelijk vernietigd door de geesten van alle voorgaande Wild Zords.
Met de vernietiging van Master Org vond Dr. Adler eindelijk eeuwige rust.
Master Org werd gespeeld door Ilia Volokh.
Notitie: het kostuum van Master Org was gemodelleerd naar dat van de Gorma keizer uit Gosei Sentai Dairanger.

## Org Generaals

### Retinax
Retinax was een Org Generaal en 3000 jaar geleden een bodyguard van de originele Master Org. Na zijn meesters vernietiging zwierf hij millennialang over de aarde met de gedachte dat hij had gefaald. Hij werd gevonden door Toxica en Jindrax, die hem vertelden over Master Org was teruggekeerd. In een poging zijn fouten goed te maken probeerde Retinax de Rangers te vernietigen, maar werd verslagen. Hij werd daarna zelf vernietigd door de nieuwe Master Org.
Retinax werd tegen het einde van de serie weer tot leven gebracht net als de andere generaal Orgs Nayzor en Mandilok om Master Org te bewaken terwijl hij het ritueel voltrok. Hij werd wederom verslagen, en ditmaal voorgoed.
Retinax’ stem werd gedaan door Michael Sorich.

### Nayzor
Nayzor was de tweede Orgs Generaal. Hij werd blijkbaar vernietigd in de strijd 3000 jaar geleden, maar werd in het heden door Master Org weer tot leven gebracht om de Rangers te verslaan. Hij liet Zen-Aku vrij om dit te bereiken.
Nayzor bemachtigde enkele van de Wild Zord kristallen waarmee hij Quadra Org schiep. Deze werd echter vernietigd door de Lunar Wild Force Ranger, die daarna Nayzor versloeg. Nayzors kroon werd door Toxica gebruikt om zelf een Org Generaal te worden.
Master Org bracht Nayzor nog tweemaal tot leven. De eerste keer was in een sterkere vorm genaamd Super Nayzor, die werd vernietigd door de Isis Megazord. De tweede keer was samen met Retinax en Mandilok om de Rangers weg te houden bij Master Org.
Nazor’s stem werd gedaan door Ken Merckx.

### Mandilok
Mandilok was de derde Org Generaal. Mandilok werd door Jindrax en Tocixa bevrijd uit zijn stenen vorm om de nieuwe leider van de Orgs te worden nadat de twee Master Orgs geheim hadden ontdekt.
Mandilok’s lichaam bestond vrijwel geheel uit monden en hij had een onstilbare honger. Hij werd uiteindelijk vernietigd door de teruggekeerde Master Org. Wel bracht Master Org hem later weer tot leven om hem te bewaken gedurende de Org Hart ceremonie. Hij werd toen voorgoed vernietigd door de Rangers.
Mandilok had door zijn vele monden ook meerdere stemmen. Zijn vrouwelijke stem werd gedaan door Barbara Goodson, zijn mannelijke door Ezra Weisz.

## Hertog Orgs

### Jindrax
Jindrax is een Hertog Org (Duke Org), en de meester der zwaarden. Hij is partner Toxica, en samen zijn ze de primaire helpers van Master Org.
Jindrax staat bekend om zijn vaardigheden met steekwapens, vooral zwaarden.
Toen hij Master Orgs geheim ontdekte, veranderde die hem in Super Jindrax. In deze vorm nam zijn kracht toe, maar verloor hij zijn herinneringen aan het feit dat Master Org een mens was. Na te zijn verslagen door Cole met zijn nieuwe Battlizer kreeg hij zijn oude vorm en herinneringen weer terug, en hielp Toxica om Mandilok te bevrijden.
Jindrax had een broer genaamd Juggelo, die slechts in 1 aflevering meedeed. Samen vormden ze het duo "Team Carnival".
Nadat Toxica was vernietigd hielp Jindrax haar te ontsnappen uit de onderwereld. Daarna hielp hij de Rangers in hun laatste gevecht met Master Org. Vervolgens vertrok hij met Toxica om meer van de wereld te zien.
Jindrax’ stem werd in vier afleveringen gedaan door Richard Cansino. Daarna nam Danny Wayne Stallcup, de acteur die ook Jindrax speelde voor de Amerikaanse scènes, het over.

### Toxica
Toxica is Jindrax's partner en eveneens een Hertog Org. Ze is de meesteres van magie.
Toxica kon verslagen Orgs weer tot leven brengen en hen daarbij veranderen in reuzen. Zij en Jindrax vochten 3000 jaar geleden mee in de strijd van de Orgs. Na de dood van Master Org doken ze onder en hielden zich eeuwenlang verborgen.
Toxica was de eerste die achterdochtig werd over de nieuwe Master org. Nadat Nayzor was vernietigd, stal Toxica zijn kroon om zelf een Org Generaal te worden genaamd Necronomica.
Toen Toxica en Jindrax de waarheid over Master Org ontdekten, veranderde hij hen in sterkere vormen. De twee werden later weer zichzelf door toedoen van de Rode Ranger, en lieten de generaal Mandilok vrij.
Toxica stierf toen Onikage haar ertoe over haalde haar hoorn af te hakken (onder de valse belofte dat hij weer terug zou groeien) en ze door Mandilok werd gebruikt als levend schild tegen een aanval van de Rangers.
Jindrax kon haar later weer tot leven brengen via haar afgehakte hoorn. Na haar terugkeer hielp ze de Rangers om Prinses Shayla te redden.
Toxica werd gespeeld door Sin Wong.

### Zen-Aku
Zen-Aku was a hertog org die opgesloten zat in een wolfmasker. Toen Master Org 3000 jaar geleden Animus versloeg, gebruikte Merrick Baliton dit masker om de kracht te krijgen waarmee hij Master Org kon verslaan. Het masker nam hem echter over en veranderde hem in Zen-Aku. Hij werd door de andere strijders van het Animarium opgesloten.
In het heden liet Nayzor Zen-Aku vrij om de Wild Force Rangers te verslaan. De Rangers ontdekten uiteindelijk de waarheid en hielpen Merrick te ontsnappen aan de vloek.
Zen-Aku keerde echter onverwacht terug toen de vloek die hem in het masker gevangen hield ook werd verbroken. Hij probeerde Merrick te doden, maar werd door de Rangers verslagen.
In de laatste aflevering bleek dat Zen-Aku nog leefde, maar net als Merrick vergeving zocht voor zijn wandaden.
Zen-Aku’s stem werd in eerste instantie gedaan door Dan Woren, en later door Lex Lang.
Notitie:: "Zen-Aku" is Japans en betekent letterlijk "goed-slecht".

### Artilla
Artilla was een van de hertog Orgs die door Mandilok werd vrijgelaten. Hij was gemodelleerd naar een tank. Hij werd vernietigd door de Isis Megazord.
Artilla’s stem werd gedaan door Michael Sorich.

### Helicos
Helicos was ook een van de Hertog Orgs die door Mandilok werd vrijgelaten. Hij was gebaseerd op een helikopter en kon derhalve vliegen. Hij en Artilla vielen Turtle Cove aan, maar werden vernietigd door de Isis Megazord.
Zijn stem werd gedaan door Dave Mallow.

### Juggelo
Juggelo is Jindrax's broer. Hij werd vernietigd door de Wild Force Megazord. Zijn stem werd gedaan door Patrick Thomas.

### Onikage
Onikage is een ninja Hertog Org die blijkbaar uit het niets opdook om Mandilok te helpen. In werkelijkheid was hij gestuurd door Master Org om voorbereidingen te treffen voor diens terugkeer. Hij ving Prinses Shayla en ruimde Toxica uit de weg. Hij werd uiteindelijk vernietigd door de Pegasus Megazord.
Onikage’s stem werd gedaan door Dan Woren.
Notitie: Onikage is Japans voor Schaduw Duivel of Schaduw Ogre.

## Mut-Orgs
In het jaar 3000 waren vrijwel alle Orgs uitgeroeid, op 3 na. Ze waren gevangen in versteende vormen, en werden in deze toestand gevonden door Ransik. Hij bevrijdde hen, waarna ze zijn DNA kopieerden om een nieuw lichaam voor zichzelf te maken. Dit gaf ze de onkwetsbaarheid van mutanten en de oude krachten van de Orgs. In ruil gaven ze Ransik de gave om wapens te produceren uit zijn lichaam.
Nadat Ransik door de Time Force Rangers was gearresteerd in het jaar 2001 en teruggebracht naar het jaar 3000, reisden de Mut-Orgs terug naar 2002 om zich bij Master Org te voegen. Hier vochten ze tegen zowel de Time Force als Wild Force Rangers. Ook Ransik hielp mee in dit gevecht. Hij slaagde erin hun mutantenhelft te vernietigen door een energiebal in hun gezicht te laten ontploffen. Dit maakte hen kwetsbaar, waarna de Rangers hen versloegen.
De Mut-Orgs namen waren Takach, Kired, en Rofang, vernoemd naar fans Jason Takach, Derik Smith, en Joe Rovang.
De Mut-Orgs spraken een eigen taal, die in feite bestond uit Engels achterstevoren gesproken. De stemmen van Takach en Kired werden gedaan door David Lodge en die van Rofang door Kim Strauss.
De Mut-Orgs waren niet overgenomen uit een Super Sentai serie. Ze bestonden uit gerecyclede kostuums uit vorige Power Rangers seizoenen, Sentai monsters die nooit in een Power Rangers seizoen zijn gebruikt, en kostuums uit Beetleborgs:
- Rofang: Hoofd en rechterarm van Body Switcher, lichaam van Darkliptor, zwaard van Cyborg Ecliptor, linker schouderpantser van Strikning, laarzen van Prins Gasket.

- Takach: Hoofd en laarzen van Strikning, lichaam van Gatekeeper, linkerarm van een niet gebruikt Ohranger monster Bara Police, rechterarm van een niet gebruikt GoGoV monster Jeeruda, wapens van Tire Org.

- Kired: Lichaam en hoofd van Deviot's Keonta-Spell vorm, rechterhand van Beetleborgs Metallix' Repgillian, vleugels van ongebruikt GoGoV monster Zairen (of Mermatron voor fans van het PRLR videospel), en laarzen van Radster.

## Machine Keizerrijk Generaals
In de aflevering Forever Red bleken enkele Generaals van het Machine Keizerrijk nog te leven. Ze wilden Serpentera gebruiken om de Aarde te vernietigen. De vijf generaals waren Venjix, Tezzla, Gerrok, Steelon, en Automon. Ze werden vernietigd door 10 Rode Rangers.
De acteurs die de stemmen van de generaals deden waren Archie Kao (Generaal Venjix), Catherine Sutherland (Tezzla), Walter Jones (Gerrok), Scott Page-Pagter (Steelon), and David Walsh (Automon).
Notitie: de generaals waren gerecyclede kostuums uit de series Big Bad /Beetleborgs Metallix.

## Orgs
De Orgs bestaan normaal in een geestvorm, maar kunnen een lichaam creëren voor zichzelf via voorwerpen.
| - Plug Org - Turbine Org - Barbed Wire Org - Camera Org - Bell Org - Tire Org - Ship Org - Cell Phone Org - Bulldozer Org |  | - Freezer Org - Vacuum Cleaner Org - Bus Org - Motorcycle Org - Lawnmower Org - Quadra Org - Karaoke Org - Signal Org - Bowling Org |  | - Wedding Dress Org - Samurai Org - Tombstone Org - Flute Org - Lion Tamer Org - Monitor Org - Toy Org - Clock Org - Locomotive Org |